# Aéroport international de Tucson
L'aéroport international de Tucson (prononcé [tuːsɒn] en anglais: Tucson International Airport) (code IATA : TUS • code OACI : KTUS) est un aéroport des États-Unis, desservant la ville de Tucson (comté de Pima), dans le sud-est de l'État d'Arizona, non loin de la frontière mexicaine.
C'est le deuxième plus important aéroport d'Arizona après l'aéroport de Phoenix-Sky Harbor.
Une partie de l'aéroport constitue la  Morris Air National Guard Base et il jouxte la base aérienne de Davis-Monthan Air Force Base.

## Espace aérien
L'espace aérien autour de l’aéroport un espace de classe C (classe Delta), ce qui veut notamment dire que l'espace est contrôlé par le trafic aérien pendant les heures d'ouvertures de la tour de contrôle.

## Compagnies aériennes et destinations
| Compagnies           | Destinations | Refs  |
| -------------------- | --- | ----- |
| Alaska Airlines      | Seattle-Tacoma En saison : Portland | [ 2 ] |
| Allegiant Air        | Indianapolis (reprend le février 11, 2021), Las Vegas-Harry-Reid (reprend le janvier 8, 2021), Provo (en) (reprend le février 11, 2021) En saison : Bellingham | [ 3 ] |
| American Airlines    | Chicago-O'Hare, Dallas-Fort Worth, Los Angeles, Phoenix-Sky Harbor                                                                                             | [ 4 ] |
| American Eagle       | Los Angeles, Phoenix-Sky Harbor | [ 4 ] |
| Delta Air Lines      | Atlanta H.-Jackson En saison : Minneapolis-Saint-Paul, Seattle-Tacoma                                                                                          | [ 5 ] |
| Delta Connection     | Los Angeles, Salt Lake City | [ 5 ] |
| Frontier Airlines    | En saison : Denver | [ 6 ] |
| Southwest Airlines   | Chicago-Midway, Denver, Houston-W. P. Hobby, Las Vegas-Harry-Reid, Los Angeles, San Diego En saison : Oakland, San José (Californie)                           | [ 7 ] |
| Sun Country Airlines | En saison : Minneapolis-Saint-Paul | [ 8 ] |
| United Airlines      | En saison : Chicago-O'Hare, Denver, Houston-George Bush | [ 9 ] |
| United Express       | Chicago-O'Hare, Denver, Houston-George Bush, San Francisco | [ 9 ] |

Édité le 02/12/2020